# Conga
Een conga is een circa 70-75 cm hoge eenvellige trommel, tonvormig en open aan de onderkant, die meestal met de handen wordt bespeeld.
De oorsprong van het instrument is terug te vinden in de Congolese makuta-trommel. Deze werd via slaven meegevoerd naar Cuba en werd uiteindelijk belangrijk in de Cubaanse muziek. Na 1930 werd de conga door New Yorkse jazzorkesten ontdekt, waarna het instrument geleidelijk ingeburgerd raakte in de westerse muziek.
De vorm en het uiterlijk van de conga zijn in de loop der tijd veranderd. Tegenwoordig zijn conga's wat dikker ("buikiger"). Het instrument wordt gemaakt van hout of glasvezel. Houten conga's klinken over het algemeen warmer, voller en dieper dan conga's van fiberglas, die doorgaans feller en iets krachtiger klinken.
Er bestaan kunststofvellen voor conga's, maar meestal worden natuurvellen gebruikt omdat die een warmere klank geven. Een natuurvel wordt van een dierenhuid gemaakt (koe of buffel). Een conga wordt gestemd met behulp van een metalen ring en spanhaken, waarmee het vel strakker of losser kan worden gespannen. Hoe strakker het vel, hoe hoger de conga klinkt. Conga's hebben in de regel vijf of zes spanhaken.
Conga's worden met de vingers of handpalm bespeeld in sets van twee, drie of meer. Elke conga uit de set heeft een andere vel-diameter. Soms stellen percussionisten ook bongo's bij de conga's op.
De vel-diameters worden internationaal met inches aangegeven. In westerse landen zijn dit de meest gangbare namen en maten voor conga's:
- Superquinto of Requinto; 10" ofwel ca. 25,4 cm vel-diameter
- Quinto; 11" ofwel ca. 27,9 cm vel-diameter
- Conga; 11 3/4" ofwel ca. 29,8 cm vel-diameter
- Tumba; 12 1/2" ofwel ca. 31,7 cm vel-diameter

Hierbij geldt dat de diepte-maat van de conga's meestal tussen de 28" en de 30" ligt. Hoe groter de vel-diameter, hoe lager de conga klinkt.
Op Cuba zijn conga's bekend onder de verzamelnaam "tumbadoras". De afzonderlijke trommels worden er meestal aangeduid met de functie die ze in een bepaalde muziekstijl vervullen. Zo wordt de grootste trommel in de guaguanco-stijl aangeduid met de term "salidor" en in de makuta-stijl met "caja".
Virtuoze conga-spelers (congueros) zijn bijvoorbeeld de Cubaan Changuito en de Puerto Ricaan Giovanni Hidalgo.

## Dans
Aan de naam van de congatrommels is ook de naam van de dansvorm conga ontleend, zie congada en conga line. Het betreft hier een Afro-Cubaanse dans in snel tempo en tweedelige maatsoort, met gesyncopeerde ritmiek.

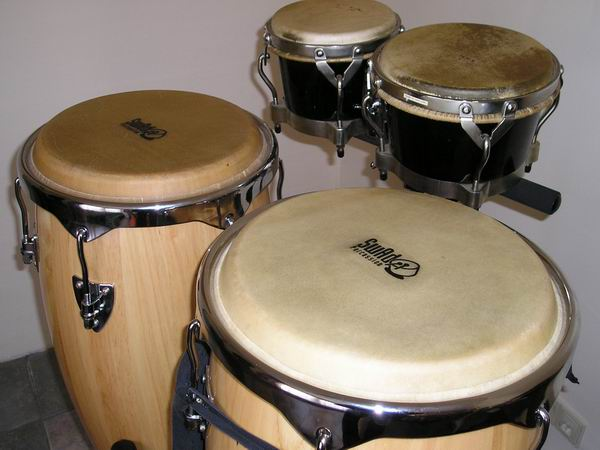
Houten conga's en fiberglas bongo's
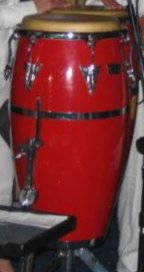
Fiberglas conga